# Le Semeur (chant)
Pour les articles homonymes, voir Le Semeur.
Le Semeur est le chant de l'Université libre de Bruxelles. Il n'a jamais été reconnu comme chant officiel par les autorités universitaires, même s'il est chanté lors de cérémonies : il s'agit d'une tradition. Il fut écrit par George Garnir en 1890 à la demande des étudiants qui ne voulaient plus du précédent chant des étudiants nommé Nous sommes la jeunesse, espoir de la cité... de Wittmeur, devenu professeur, en raison de conflits qui les opposaient à lui et aux autorités académiques. La musique fut composée par Charles Mélant. Publié pour la première fois lors de la Saint-Verhaegen 1890 sous le titre Hymne des étudiants - Nouveau chant universitaire.
Lors de la rentrée académique de 2024, les 31 Cercles étudiants de l'université libre de Bruxelles, représentés par l'Association des cercles étudiants (ACE), ont proposé une version actualisée du chant, travaillée depuis 2016 par des groupes de travail, dans l'optique d'inclure tous et toutes les étudiantes. La version originale demeure cependant chantée dans la majorités des corporations estudiantines.

## Paroles (2024)
Semeurs vaillants du rêve,

Du travail, du plaisir,

C'est pour nous que se lève

La moisson d'avenir ;

Ami·e de la science,

Léger·ère, insouciant·e,

Et ivre d'indépendance

Tel·le est l'étudiant·e !

Refrain :

Frère, Sœur, chante ton verre

Et chante la gaieté,

La flamme qui t'est chère

Et notre adelphité.

À d'autres la sagesse,

Nous t'aimons, Vérité,

Mais la seule maîtresse,

Ah, c'est toi, Liberté !

Aux rêves de notre âge,

Larges, ambitieux,

S'il était fait outrage

Gare à l'audacieux·se !

Si l'on osait prétendre

À mettre le holà,

Liberté, pour défendre

Tes droits, nous serions là !

Refrain

Une aurore nouvelle

Grandit à l'horizon ;

La Science immortelle

Éclaire la Raison.

Rome tremble et chancelle

Devant la Vérité ;

Serrons-nous autour d'elle

Contre la papauté !

Refrain

## Paroles originales (1980)
Semeurs vaillants du rêve,

Du travail, du plaisir,

C'est pour nous que se lève

La moisson d'avenir ;

Ami de la science,

Léger, insouciant,

Et fou d'indépendance

Tel est l'étudiant !

Refrain :

Frère, chante ton verre

Et chante la gaieté,

La femme qui t'est chère

Et la fraternité.

À d'autres la sagesse,

Nous t'aimons, Vérité,

Mais la seule maîtresse,

Ah, c'est toi, Liberté !

Aux rêves de notre âge,

Larges, ambitieux,

S'il était fait outrage

Gare à l'audacieux !

Si l'on osait prétendre

À mettre le holà,

Liberté, pour défendre

Tes droits, nous serions là !

Refrain

Une aurore nouvelle

Grandit à l'horizon ;

La Science immortelle

Éclaire la Raison.

Rome tremble et chancelle

Devant la Vérité ;

Serrons-nous autour d'elle

Contre la papauté !

Refrain